# Corosaurus
Corosaurus é um gênero extinto de pistosauroides conhecido em Wyoming, nos Estados Unidos.

## Descrição
O Corosaurus é conhecido a partir do holótipo UW 5485, um esqueleto parcial que inclui o crânio. Posteriormente, os referidos espécimes YPM 41030-41068, FMNH PR 135, FMNH PR 1368-1369, FMNH PR 242-246 e FMNH PR 1382-1383 foram descritos por Glenn William Storrs em 1991. Todas as amostras foram coletadas no Canyon Jackson, Condado de Natrona, datando do final da etapa Olenekiano do Triássico Inferior tardio, há cerca de 247.4-245 milhões de anos. Após uma revisão do holótipo e do material referido do Corosaurus, Olivier Rieppel descobriu que o Corosaurus era o irmão-táxon de um clado composto por Cymatosaurus, Pistosaurus e Plesiosauria.

## Etimologia
O Corosaurus foi nomeado pela primeira vez por Ermine Cowles Case em 1936 e a espécie-tipo é Corosaurus alcovensis. O nome específico é derivado do nome da Formação Calcária Alcova, na qual o holótipo foi encontrado. Corosaurus foi colocado em sua própria família, Corosauridae, nomeada por Oskar Kuhn, em 1961.